# Campeonato de Países Bajos de hockey sobre patines
El Campeonato de Países Bajos de hockey sobre patines es una competición que se disputa a nivel nacional en los Países Bajos anualmente, desde 1947 en la modalidad de liga, y además desde 1959 en la modalidad de copa. Está abierto a la participación de todos los clubes neerlandeses inscritos en la Bestuur Nederlandse Rollersports Bond (NRB), y frecuentemente cuenta con la participación de clubes belgas.

## Competición de liga
La competición de liga se disputa en un único nivel desde 2006 la decaer el número de clubes inscritos, aunque hasta 2005 se disputaba en dos categorías,  denominadas 1-Klasse y 2-Klasse. En muchas ocasiones su disputa coincide con la denominada Be-Ne League, liga conjunta para los equipos de Países Bajos y Bélgica. En estos casos, para determinar la clasificación del Campeonato de Países Bajos se contabilizan solo los enfrentamientos entre equipos neerlandeses y se desestiman los partidos disputados frente a los equipos belgas.

### Historial
| Ed.     | Año  | Tabla de clasificaciones       | Tabla de clasificaciones       | Tabla de clasificaciones       | Tabla de clasificaciones       |
| Ed.     | Año  | Campeón                        | Subcampeón                     | Tercer clasificado             | Cuarto clasificado             |
| ------- | ---- | ------------------------------ | ------------------------------ | ------------------------------ | ------------------------------ |
| I       | 1947 | EHRC Marathon Den Haag         |                                |                                |                                |
| II      | 1948 | RC Residentie Den Haag         |                                |                                |                                |
| III     | 1949 | RC Residentie Den Haag         |                                |                                |                                |
| IV      | 1950 | RC Residentie Den Haag         |                                |                                |                                |
| V       | 1951 | EHRC Marathon Den Haag         |                                |                                |                                |
| VI      | 1952 | RC Residentie Den Haag         |                                |                                |                                |
| VII     | 1953 | RC Residentie Den Haag         |                                |                                |                                |
| VIII    | 1954 | RC Residentie Den Haag         |                                |                                |                                |
| IX      | 1956 | EHRC Marathon Den Haag         |                                |                                |                                |
| X       | 1957 | HRC Hollandia Den Haag         |                                |                                |                                |
| XI      | 1958 | HRC Hollandia Den Haag         |                                |                                |                                |
| XII     | 1959 | RC Residentie Den Haag         |                                |                                |                                |
| XIII    | 1960 | HRC Hollandia Den Haag         |                                |                                |                                |
| XIV     | 1961 | HRC Hollandia Den Haag         |                                |                                |                                |
| XV      | 1962 | RC Internos                    |                                |                                |                                |
| XVI     | 1963 | RC Internos                    |                                |                                |                                |
| XVII    | 1964 | EHRC Marathon Den Haag         |                                |                                |                                |
| XVIII   | 1965 | RC Residentie Den Haag         | RC Internos                    | HRC Hollandia Den Haag         | KRC Dordrecht                  |
| XIX     | 1966 | RC Residentie Den Haag         |                                |                                |                                |
| XX      | 1967 | RC Residentie Den Haag         | Rolschaatsbaan AGOR Dordrecht  | Helmond West                   | HRC Hollandia Den Haag         |
| XXI     | 1968 | RC Residentie Den Haag         |                                |                                |                                |
| XXII    | 1969 | RC Residentie Den Haag         |                                |                                |                                |
| XXIII   | 1970 | RC Lichtstad Eindhoven         |                                |                                |                                |
| XXIV    | 1971 | Rolschaatsclub Dordt           |                                |                                |                                |
| XXV     | 1972 | Rolschaatsclub Dordt           |                                |                                |                                |
| XXVI    | 1973 | HRC Hollandia Den Haag         |                                |                                |                                |
| XXVII   | 1974 | RC Lichtstad Eindhoven         | Rolschaatsbaan AGOR Dordrecht  | HRC Hollandia Den Haag         | RC Residentie Den Haag         |
| XXVIII  | 1975 | RC Lichtstad Eindhoven         | KRC Dordrecht                  | Roller Valkenswaard Dennenberg | RC Residentie Den Haag         |
| XXIX    | 1976 | RC Residentie Den Haag         | RC Lichtstad Eindhoven         | KRC Dordrecht                  | Roller Valkenswaard Dennenberg |
| XXX     | 1977 | RC Lichtstad Eindhoven         | KRC Dordrecht                  | RC Residentie Den Haag         | Roller Valkenswaard Dennenberg |
| XXXI    | 1978 | RC Lichtstad Eindhoven         | RC Residentie Den Haag         | RC Den Haag                    | Roller Valkenswaard Dennenberg |
| XXXII   | 1979 | RC Lichtstad Eindhoven         |                                |                                |                                |
| XXXIII  | 1980 | Roller Valkenswaard Dennenberg | RC Lichtstad Eindhoven         | RC Residentie Den Haag         | KRC Dordrecht                  |
| XXXIV   | 1981 | RC Lichtstad Eindhoven         | Roller Valkenswaard Dennenberg | EHRC Marathon Den Haag         | RC Residentie Den Haag         |
| XXXV    | 1982 | Roller Valkenswaard Dennenberg | EHRC Marathon Den Haag         | RC Lichtstad Eindhoven         | RC Residentie Den Haag         |
| XXVI    | 1983 | RC Lichtstad Eindhoven         | RC Den Haag                    | Roller Valkenswaard Dennenberg | EHRC Marathon Den Haag         |
| XXXVII  | 1984 | RC Lichtstad Eindhoven         |                                |                                |                                |
| XXXVIII | 1985 | RC Residentie Den Haag         | Roller Valkenswaard Dennenberg | RC Lichtstad Eindhoven         | RC Den Haag                    |
| XXXIX   | 1986 | Roller Valkenswaard Dennenberg |                                |                                |                                |
| XL      | 1987 | Roller Valkenswaard Dennenberg |                                |                                |                                |
| XLI     | 1988 | Roller Valkenswaard Dennenberg |                                |                                |                                |
| XLII    | 1989 | Roller Valkenswaard Dennenberg |                                |                                |                                |
| XLIII   | 1990 | Roller Valkenswaard Dennenberg |                                |                                |                                |
| XLIV    | 1991 | Roller Valkenswaard Dennenberg |                                |                                |                                |
| XLV     | 1992 | RC Lichtstad Eindhoven         |                                |                                |                                |
| XLVI    | 1993 | RC Lichtstad Eindhoven         |                                |                                |                                |
| XLVII   | 1995 | Rolschaatsbaan AGOR Dordrecht  |                                |                                |                                |
| XLVIII  | 1996 | Rolschaatsbaan AGOR Dordrecht  |                                |                                |                                |
| XLIX    | 1997 | Rolschaatsbaan AGOR Dordrecht  |                                |                                |                                |
| L       | 1998 | Valkenswaardse RC              |                                |                                |                                |
| LI      | 1999 | Rolschaatsbaan AGOR Dordrecht  |                                |                                |                                |
| LII     | 2000 | RC Lichtstad Eindhoven         |                                |                                |                                |
| LIII    | 2001 | RC Lichtstad Eindhoven         | Valkenswaardse RC              | RC Kerkdriel                   | RC Den Haag                    |
| LIV     | 2002 | EHRC Marathon Den Haag         | RC Lichtstad Eindhoven         | RC Kerkdriel                   | RC Den Haag                    |
| LV      | 2003 | EHRC Marathon Den Haag         |                                |                                |                                |
| LVI     | 2004 | Valkenswaardse RC              |                                |                                |                                |
| VLII    | 2005 | Valkenswaardse RC              | Rolschaatsbaan AGOR Dordrecht  | EHRC Marathon Den Haag         | Zaanse RC Zaandam              |
| LVIII   | 2006 | Valkenswaardse RC              |                                |                                |                                |
| LIX     | 2007 | Valkenswaardse RC              |                                |                                |                                |
| LX      | 2008 | Valkenswaardse RC              |                                |                                |                                |
| LXI     | 2009 | Valkenswaardse RC              |                                |                                |                                |
| LXII    | 2010 | Valkenswaardse RC              |                                |                                |                                |
| LXIII   | 2011 | Valkenswaardse RC              | RC Lichtstad Eindhoven         | EHRC Marathon Den Haag         | RC Brunssum                    |
| LXIV    | 2012 | RC Lichtstad Eindhoven         | Valkenswaardse RC              | EHRC Marathon Den Haag         | Zaanse RC Zaandam              |
| LXV     | 2013 | RC Lichtstad Eindhoven         | EHRC Marathon Den Haag         | RC Brunssum                    | Zaanse RC Zaandam              |
| LXVI    | 2014 | RC Lichtstad Eindhoven         | EHRC Marathon Den Haag         | RC Brunssum                    | Zaanse RC Zaandam              |
| LXVII   | 2015 | EHRC Marathon Den Haag         | RC Lichtstad Eindhoven         | Valkenswaardse RC              | Zaanse RC Zaandam              |
| LXVIII  | 2016 | Valkenswaardse RC              | RC Lichtstad Eindhoven         | RC Brunssum                    | EHRC Marathon Den Haag         |
| LXIX    | 2018 | Valkenswaardse RC              | RC Lichtstad Eindhoven         | Zaanse RC Zaandam              | ---                            |
| LXX     | 2019 | RC Lichtstad Eindhoven         | Valkenswaardse RC              | EHRC Marathon Den Haag         | ---                            |
| LXX     | 2022 | Zaanse RC Zaandam              | RC Lichtstad Eindhoven         | Valkenswaardse RC              | ---                            |
| LXXI    | 2024 | NL 2000                        | RC Lichtstad Eindhoven         | EHRC Marathon Den Haag         | Zaanse RC Zaandam              |

### Historial del Campeonato de Benelux
| Ed. | Año  | Tabla de clasificaciones | Tabla de clasificaciones | Tabla de clasificaciones | Tabla de clasificaciones |
| Ed. | Año  | Campeón                  | Subcampeón               | Tercer clasificado       | Cuarto clasificado       |
| --- | ---- | ------------------------ | ------------------------ | ------------------------ | ------------------------ |
|     | 2013 | RC Lichtstad Eindhoven   | Modern S.C. Wilrijk      | EHRC Marathon Den Haag   | Valkenswaardse RC        |
|     | 2014 | RC Lichtstad Eindhoven   | EHRC Marathon Den Haag   | Modern S.C. Wilrijk      | Valkenswaardse RC        |
|     | 2015 | EHRC Marathon Den Haag   | Modern S.C. Wilrijk      | RC Lichtstad Eindhoven   | Valkenswaardse RC        |
|     | 2016 | Valkenswaardse RC        | Modern S.C. Wilrijk      | RC Lichtstad Eindhoven   | RC Brunssum              |
|     | 2018 | Valkenswaardse RC        | RC Lichtstad Eindhoven   | Zaanse RC Zaandam        | Modern S.C. Wilrijk      |
|     | 2019 | RC Lichtstad Eindhoven   | Valkenswaardse RC        | Modern S.C. Wilrijk      | EHRC Marathon Den Haag   |
|     | 2022 | Zaanse RC Zaandam        | RC Lichtstad Eindhoven   | Valkenswaardse RC        | Modern S.C. Wilrijk      |
|     | 2024 | NL 2000                  | RC Lichtstad Eindhoven   | Modern S.C. Wilrijk      | EHRC Marathon Den Haag   |

## Competición de Copa
| I       | 1959 | HRC Hollandia Den Haag         |                        |
| II      | 1965 | RC Residentie Den Haag         |                        |
| III     | 1967 | RC Residentie Den Haag         |                        |
| IV      | 1971 | KRC Dordrecht                  |                        |
| V       | 1974 | Roller Valkenswaard Dennenberg |                        |
| VI      | 1975 | KRC Dordrecht                  |                        |
| VII     | 1976 | RC Residentie Den Haag         |                        |
| VIII    | 1977 | RC Residentie Den Haag         |                        |
| IX      | 1978 | RC Residentie Den Haag         |                        |
| X       | 1979 | RC Lichtstad Eindhoven         |                        |
| XI      | 1980 | RC Residentie Den Haag         | RC Lichtstad Eindhoven |
| XII     | 1981 | RC Lichtstad Eindhoven         | RC Residentie Den Haag |
| XIII    | 1982 | Roller Valkenswaard Dennenberg |                        |
| XIV     | 1983 | RC Lichtstad Eindhoven         |                        |
| XV      | 1984 | RC Den Haag                    |                        |
| XVI     | 1985 | RC Lichtstad Eindhoven         |                        |
| XVII    | 1986 | Roller Valkenswaard Dennenberg |                        |
| XVIII   | 1987 | Roller Valkenswaard Dennenberg |                        |
| XIX     | 1988 | Roller Valkenswaard Dennenberg |                        |
| XX      | 1989 | Roller Valkenswaard Dennenberg |                        |
| XXI     | 1990 | Roller Valkenswaard Dennenberg | RC Den Haag            |
| XXII    | 1991 | Roller Valkenswaard Dennenberg |                        |
| XXIII   | 1992 | RC Lichtstad Eindhoven         |                        |
| XXIV    | 1993 | RC Lichtstad Eindhoven         |                        |
| XXV     | 1997 | Valkenswaardse RC              |                        |
| XXVI    | 1998 | Valkenswaardse RC              |                        |
| XXVII   | 1999 | KV Rolta RHC Leuven            |                        |
| XXVIII  | 2000 | Valkenswaardse RC              |                        |
| XXIX    | 2001 | KV Rolta RHC Leuven            |                        |
| XXX     | 2002 | RC Lichtstad Eindhoven         |                        |
| XXXI    | 2003 | Valkenswaardse RC              |                        |
| XXXII   | 2004 | Valkenswaardse RC              |                        |
| XXXIII  | 2005 | EHRC Marathon Den Haag         | RC Brunssum            |
| XXXIV   | 2006 | Valkenswaardse RC              |                        |
| XXXV    | 2007 | Valkenswaardse RC              |                        |
| XXXVI   | 2008 | Valkenswaardse RC              |                        |
| XXXVII  | 2009 | Valkenswaardse RC              | EHRC Marathon Den Haag |
| XXXVIII | 2010 | Valkenswaardse RC              |                        |
| XXXIX   | 2011 | RC Lichtstad Eindhoven         | Valkenswaardse RC      |
| XL      | 2012 | Zaanse RC Zaandam              | EHRC Marathon Den Haag |
| XLI     | 2014 | RC Brunssum                    | EHRC Marathon Den Haag |
| XLII    | 2015 | Valkenswaardse RC              | RC Lichtstad Eindhoven |
| XLII    | 2016 | RC Brunssum                    | EHRC Marathon Den Haag |
| XLIII   | 2022 | Valkenswaardse RC              | Modern S.C. Wilrijk    |

## Palmarés
| Equipo                         | Títulos | Liga | Copa |
| ------------------------------ | ------- | ---- | ---- |
| RC Lichtstad Eindhoven         | 25      | 17   | 8    |
| RC Residentie Den Haag         | 20      | 14   | 6    |
| Valkenswaardse RC              | 20      | 10   | 10   |
| Roller Valkenswaard Dennenberg | 16      | 8    | 8    |
| EHRC Marathon Den Haag         | 8       | 7    | 1    |
| HRC Hollandia Den Haag         | 6       | 5    | 1    |
| Rolschaatsbaan AGOR Dordrecht  | 4       | 4    |      |
| RC Internos                    | 2       | 2    |      |
| Rolschaatsclub Dordt           | 2       | 2    |      |
| Zaanse RC Zaandam              | 1       | 1    | 2    |
| KV Rolta RHC Leuven            | 2       |      | 2    |
| KRC Dordrecht                  | 2       |      | 2    |
| RC Brunssum                    | 2       |      | 2    |
| RC Den Haag                    | 1       |      | 1    |
| Total                          | 113     | 70   | 43   |

| Provincia              | Títulos | Liga | Copa |
| ---------------------- | ------- | ---- | ---- |
| Brabante Septentrional | 61      | 35   | 26   |
| Holanda Meridional     | 45      | 34   | 11   |
| Brabante Flamenco      | 2       |      | 2    |
| Limburgo               | 2       |      | 2    |
| Holanda Septentrional  | 1       | 1    | 2    |
| Total                  | 113     | 70   | 43   |